# روسكو ألين
روسكو ألين (بالمجرية: Rosco Allen)‏ مواليد 5 مايو 1993 في بودابست، هو لاعب كرة سلة مجري. بدأ مسيرته الاحترافية في سنة 2016. يلعب مع أوبرادويرو لكرة السلة في الدوري الإسباني لكرة السلة. يحمل الرقم 25. يبلغ طوله 6 قدم 10 بوصة (2.1 م). لعب كرة السلة الجامعية في جامعة ستانفورد.

## روابط خارجية
- روسكو ألين على موقع الاتحاد الدولي لكرة السلة (الإنجليزية)
- روسكو ألين على موقع دوري كرة السلة الياباني للمحترفين (اليابانية)
- روسكو ألين على موقع الدوري الإسباني لكرة السلة (الإسبانية)
- روسكو ألين على موقع كرة السلة الأوروبية.كوم (الإنجليزية)
- روسكو ألين على موقع كلية كرة السلة في سبورتس رفرنس.كوم (الإنجليزية)
- روسكو ألين على موقع ريلجم (الإنجليزية)
- روسكو ألين على موقع بروبوليرز (الإنجليزية)
- روسكو ألين على موقع سبورتس رفرنس (الإنجليزية)